# Sylvester Joseph von Hohenhausen
Freiherr Sylvester Joseph von Hohenhausen(-Hochhaus) (* 4. Februar 1735 in Mons; † 25. September 1814 in Ansbach) war ein kurpfälzisch-bayerischer Generalmajor und Altertumsforscher.

## Leben
Sein Vater war der Erbherr auf Seifferdau Sylvius Christian von Hohenhausen (1704–1778). Sein Bruder Sylvius (1843–1822) war preußischer Steuer- und Kriegsrat.
Er erhielt eine schulische Ausbildung in Neuss, studierte dann Philosophie und Rechte in Breslau, dann Mathematik in Wien. Anschließend trat er am 1. Mai 1756 in die kaiserlich-österreichischen Armee ein und kam als Fähnrich in das Regiment Salm in Luxemburg. Als solcher nahm er am Siebenjährigen Krieg teil. Bereits 1757 wurde er Leutnant und am 30. Juni 1757 Oberleutnant. Er kämpfte in der Schlacht bei Kolin und nahm am Sturm auf Gabel sowie der Belagerung von Sonnenstein teil.
Im Jahr 1760 wurde er als Hauptmann in den Großen Generalstab versetzt. 1763 kam er als Adjutant zum General Buccow, der kommandierender General und Statthalter in Siebenbürgen war. Nach dessen Tod 1764 wurde er mit verschiedenen Vermessungsaufgaben betraut und schuf mehrere Spezialkarten.
Am 27. Mai 1771 kam er als Oberstwachtmeister zu dem bei Essegg in Slawonien stationierten und neu errichteten Tschaikisten-Bataillon; später wurde er Platzmajor in Temesvar. Einige Zeit später wechselte er von österreichischen in kurpfälzisch-bayerische Dienste. Dort wurde er 1792 zum Generalmajor befördert. Im Jahr 1794 wurde er kurpfälzischer Kämmerer und versah mehrere Jahre das Amt eines kurpfälzisch-bayerischen General-Quartiermeisters.

## Schriften
Während seiner Zeit auf dem Balkan machte er Aufzeichnung über die dort noch vorhandenen römischen Ruinen.
- Spolien der Römerzeit in Dacien, dem heutigen Siebenbürgen. 1766. Manuskript, Bayerische Staatsbibliothek München Cod. icon. 205 (Digitalisat)
- Die Alterthümer Daciens in dem heutigen Siebenbürgen, aus den Zeiten, als dieses schöne Land die Römer regierten. Auf Befehl und Kosten Ihrer Majestät der Kaiserin. Wien 1775, Digitalisat
- Illyrien, d. i. die Geschichte dieses Landes (Essegg in Slawonien 1777, Digitalisat)
- Der Grenzstab; ein Aufsatz, welcher auf eine überweisende Art von einem Gegenstande unterrichtet, der ungeachtet seiner Wichtigkeit, dennoch wenigen Menschen nach seinem wahren Werthe bekannt worden. 1778
- Vorgang in die Taktik aller Zeiten und aller Völker. 1778, Digitalisat
- „Deutschlands Wohlfahrt: Eine Schrift für gegenwärtigen Zeitpunkt“, Digitalisat

Ferner schrieb er mehrere Reiseführer für Wien sowie einige militärische Texte:
- Vergleichung der Rußen mit den Türken vom legten Kriege deffes Ausgang eine richtige Beurtheilung erswiesen hat
- Die Geschichte der Taktik von Erfindung der Schlachtordnung an bis auf gegenwärtige Zeit mit 200 sehr deutlichen kleinen Plänen
- Die große Taktik auf einer Wandtafel von 16 Bögen worinnen verschiedene Länder mit ihren veränderzten Gegenden vorgestellet sind welche von den Versammlungslägern an alle Heerzüge und alle mögliche Kriegsvorfälle von Stück zu Stück zeigen
- Der Rojalist – Macht an Volke, Lebensmitteln, Geld, Treue u. Ordnung. Die fünf einzige praktische Wahrheiten der Staatsmacht auch praktisch wahr aufgezeichnet
- Gemeinnügiges Schema der kaiserl. königl. Haupt- und Residenzstadt Wien Zum Nutzen für Inn und Ausländer Im Jahre 1779